# Municipio de Albion (Dakota del Norte)
El municipio de Albion (en inglés: Albion Township) es un municipio ubicado en el condado de Dickey en el estado estadounidense de Dakota del Norte. En el año 2010 tenía una población de 42 habitantes y una densidad poblacional de 0,45 personas por km².

## Geografía
El municipio de Albion se encuentra ubicado en las coordenadas 46°4′35″N 98°40′39″O / 46.07639, -98.67750. Según la Oficina del Censo de los Estados Unidos, el municipio tiene una superficie total de 93.68 km², de la cual 93,39 km² corresponden a tierra firme y (0,32 %) 0,3 km² es agua.

## Demografía
Según el censo de 2010, había 42 personas residiendo en el municipio de Albion. La densidad de población era de 0,45 hab./km². De los 42 habitantes, el municipio de Albion estaba compuesto por el 80,95 % blancos, el 19,05 % eran afroamericanos. Del total de la población el 0 % eran hispanos o latinos de cualquier raza.